# Jordany Valdespin
Jordany V. Valdespin Guzmán (nacido el 23 de diciembre de 1987 en San Pedro de Macorís) es un segunda base dominicano que actualmente es agente libre.
Valdespin comenzó su carrera profesional en 2007, jugando para los DSL Mets. Ese año, bateó .245 con un jonrón y 16 impulsadas en 43 partidos. En 2008, jugó para los Gulf Coast League Mets, bateando .284 con tres jonrones y 22 carreras impulsadas en 34 partidos. Dividió la temporada 2009 entre los DSL Mets, los GCL Mets, Brooklyn Cyclones y Savannah Sand Gnats, bateando un combinado de .298 con cuatro jonrones, 28 carreras impulsadas y 13 bases robadas en 67 partidos. Dividió la temporada 2010 entre los St. Luis, Mets y los Binghamton Mets, bateando un total combinado de 272 con seis jonrones, 41 carreras impulsadas y 17 bases robadas en 93 partidos. En República Dominicana juega con el conjunto de los Tigres del Licey y en 28 partidos, bateó 329 y 10 cuadrangulares, y 15 bases robadas en 15 intentos. Terminó ganando un guante de oro y un bate de plata.
Actualmente en la Liga Dominicana, juega con los Gigantes del Cibao. En 2017 firmó para los Leones de Yucatán de la Liga Mexicana de Béisbol.